# Mumblingshammare
Mumblingshammare är en stor, ofta vattendriven fallhammare i en lancashiresmedja, som användes för hopslagning av smältor från lancashirehärdar till kvadratisk tvärsektion, och efterföljande delning med hjälp av ett huggjärn till ett smältstycke. Hammaren utvecklades under 1800-talet. Den kom att därmed att ersätta stångjärnshamrarna.